# 天桥杂技剧场
39°53′02″N 116°23′51″E / 39.8839765°N 116.3973951°E
天桥杂技剧场，位于北京市西城区北纬路天桥市场95号，是北京杂技团的剧场。

## 简介
天桥杂技剧场的前身是“万盛轩”，始建于1931年。1910年至1935年，天桥市场相继兴建了歌舞台、吉祥、昇平、魁华、万盛轩、丹桂、天乐、小桃园、小小、荣华、华安等20多家戏园。万盛轩是1931年在原来的茶棚的基础上改建而成，专演评剧。评剧演员花淑兰、新凤霞、邢韶英、赵丽蓉、魏荣元、席宝昆等人曾先后在此演出。1950年代初，新凤霞在万盛轩演出评剧《刘巧儿》、《花为媒》等剧，每场都爆满。
中华人民共和国时期，北京市实验评剧团在这里长年演出，培养了谷文月等学员。1963年至1964年，万盛轩原址翻建，并更名为“万胜剧场”。老舍1965年为该剧场题写了“万胜剧场”，当时郭沫若也到场为该剧场题词。1966年文化大革命爆发后，天乐、万胜剧场、天桥剧场以及春华园、二友轩、天桥等等书茶社还有公平市场内的杂艺场的演出全部终止。
1978年至1980年，万胜剧场翻修扩建，成为中型剧场，增设二楼观众席。1997年，万胜剧场大规模翻建，外观改为中西式结合，内部设有沙发坐椅及现代灯光音响设施。正门匾上为“万胜剧场”四个大字，右侧题“老舍”，左侧题“一九六五年春”。2004年，万胜剧场更名为“天桥杂技剧场”，仍然作为北京杂技团的杂技演出专用剧场。2010年7月15日，天桥杂技剧场重张开业，北京杂技团演出新排的杂技舞台剧《魔幻音乐盒》。